# Giez (Haute-Savoie)
Giez ist eine französische Gemeinde im Département Haute-Savoie in der Region Auvergne-Rhône-Alpes.

## Geographie
Giez liegt auf 510 m, westlich von Faverges, etwa 19 Kilometer südöstlich der Stadt Annecy (Luftlinie). Das Dorf erstreckt sich am südlichen Rand der breiten Talfurche von Faverges, welche die Bornes-Alpen im Norden vom Massiv der Bauges im Süden trennt, am Nordfuß der Pointe de Vélan.
Die Fläche des 12,65 km² großen Gemeindegebiets umfasst einen Abschnitt der Savoyer Alpen. Der nördliche Gemeindeteil wird von der hier rund 2 km breiten Talfurche eingenommen, die sich vom Lac d’Annecy bis nach Ugine erstreckt und von den eiszeitlichen Gletschern geschaffen wurde. Diese teils vermoorte Talsenke wird von der Eau Morte nach Nordwesten zum Lac d’Annecy entwässert. Nach Süden erstreckt sich das Gemeindeareal über einen dicht bewaldeten Hang (Bois de l’Adduit) in das Naturschutzgebiet des Massivs der Bauges und erreicht auf der Pointe de Vélan mit 1783 m die höchste Erhebung von Giez.
Zu Giez gehören neben dem eigentlichen Ortskern auch verschiedene Weilersiedlungen und Gehöfte, darunter:
- Bourgeal (500 m) am Rand der Talfurche von Faverges, östlich an Giez anschließend
- Rovagny (495 m) am südlichen Rand der Talfurche von Faverges

Nachbargemeinden von Giez sind Faverges-Seythenex im Norden, Osten und Süden, Jarsy im Süden und Doussard im Westen.

## Geschichte
Giez wird erstmals im 13. Jahrhundert unter den Namen Gy und Gyé urkundlich erwähnt. Der Ortsname geht auf den gallorömischen Geschlechtsnamen Gaius zurück und bedeutet so viel wie Landgut des Gaius. Seit 1204 gehört das Schloss von Giez der Adelsfamilie Villette. Die Eisenerzvorkommen in der Gegend wurden seit dem ausgehenden Mittelalter ausgebeutet, und das Eisen in Giez verarbeitet. Im 18. und 19. Jahrhundert gab es im Ort eine Taftfabrik.

## Bevölkerung
| Jahr                       | 1962 | 1968 | 1975 | 1982 | 1990 | 1999 | 2011 | 2020 |
| Einwohner                  | 284  | 290  | 283  | 344  | 341  | 446  | 554  | 540  |
| Quellen: Cassini und INSEE |      |      |      |      |      |      |      |      |

Mit 569 Einwohnern (Stand 1. Januar 2022) gehört Giez zu den kleinen Gemeinden des Départements Haute-Savoie. Im Verlauf des 19. und 20. Jahrhunderts nahm die Einwohnerzahl aufgrund starker Abwanderung kontinuierlich ab (1861 wurden in Giez noch 474 Einwohner gezählt). Seit Beginn der 1980er Jahre wurde jedoch wieder eine deutliche Bevölkerungszunahme verzeichnet. Die Zahlen basieren auf den Daten von Cassini und INSEE.

## Sehenswürdigkeiten
Die Kirche Saint-Barthélemy wurde im 1846 im Stil des Neoklassizismus errichtet und besitzt einen Barockaltar. Um 1430 wurde das Château de Gye in seiner heutigen Gestalt erbaut; größere Renovationen und Umbauten fanden im 19. Jahrhundert statt.

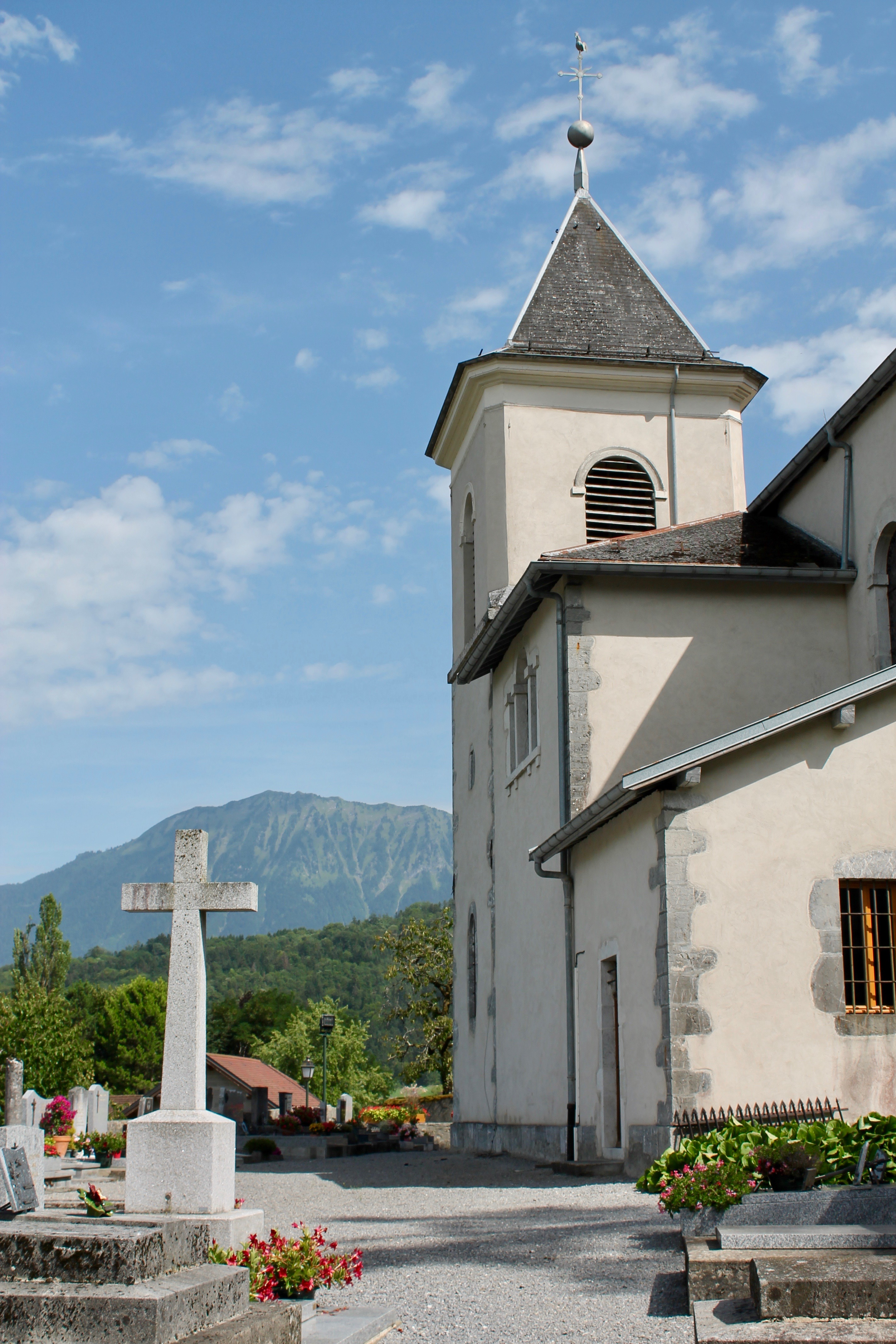
Kirche Saint-Barthélemy
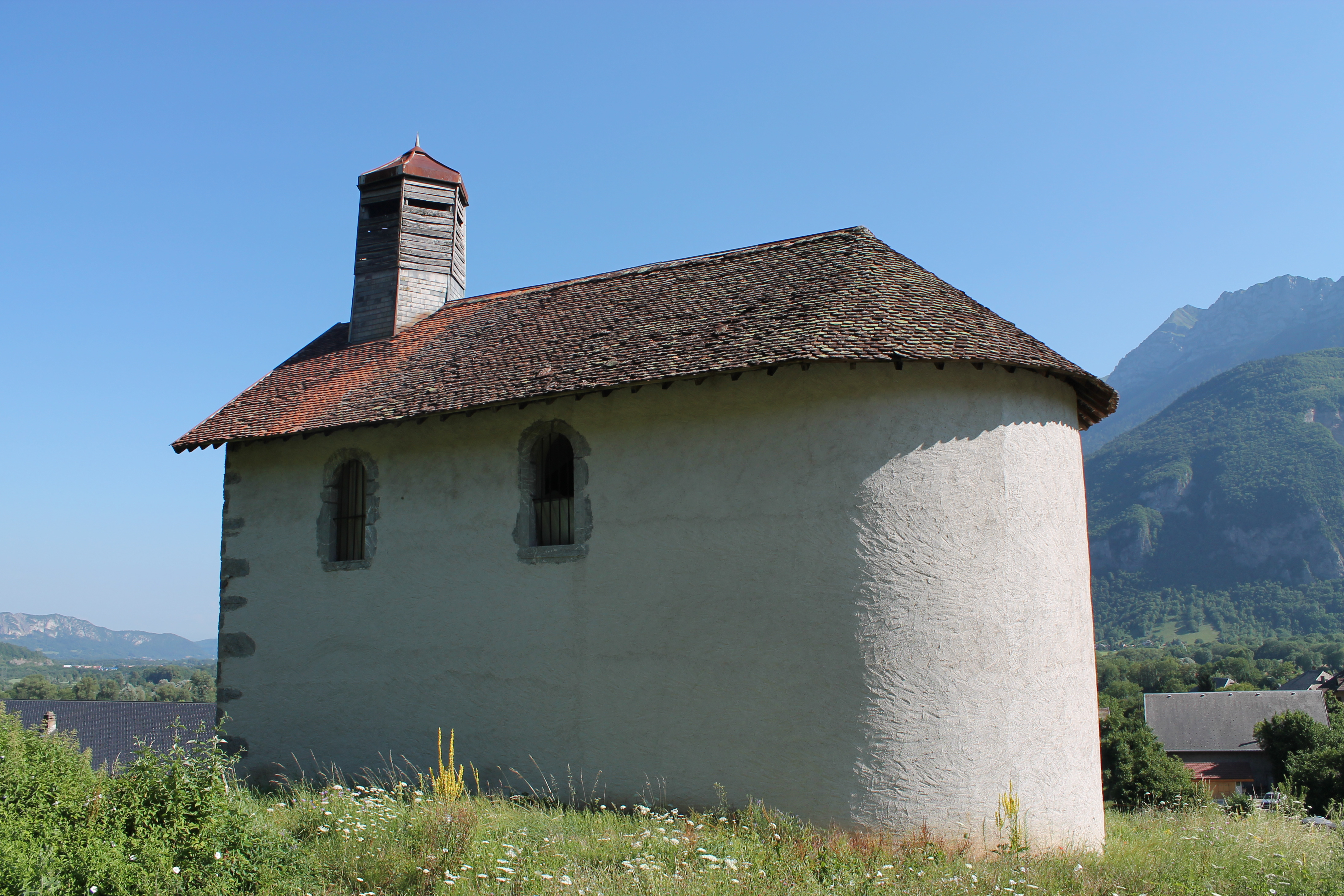
Kapelle Saint-Gingolf im Ortsteil Bourgeal
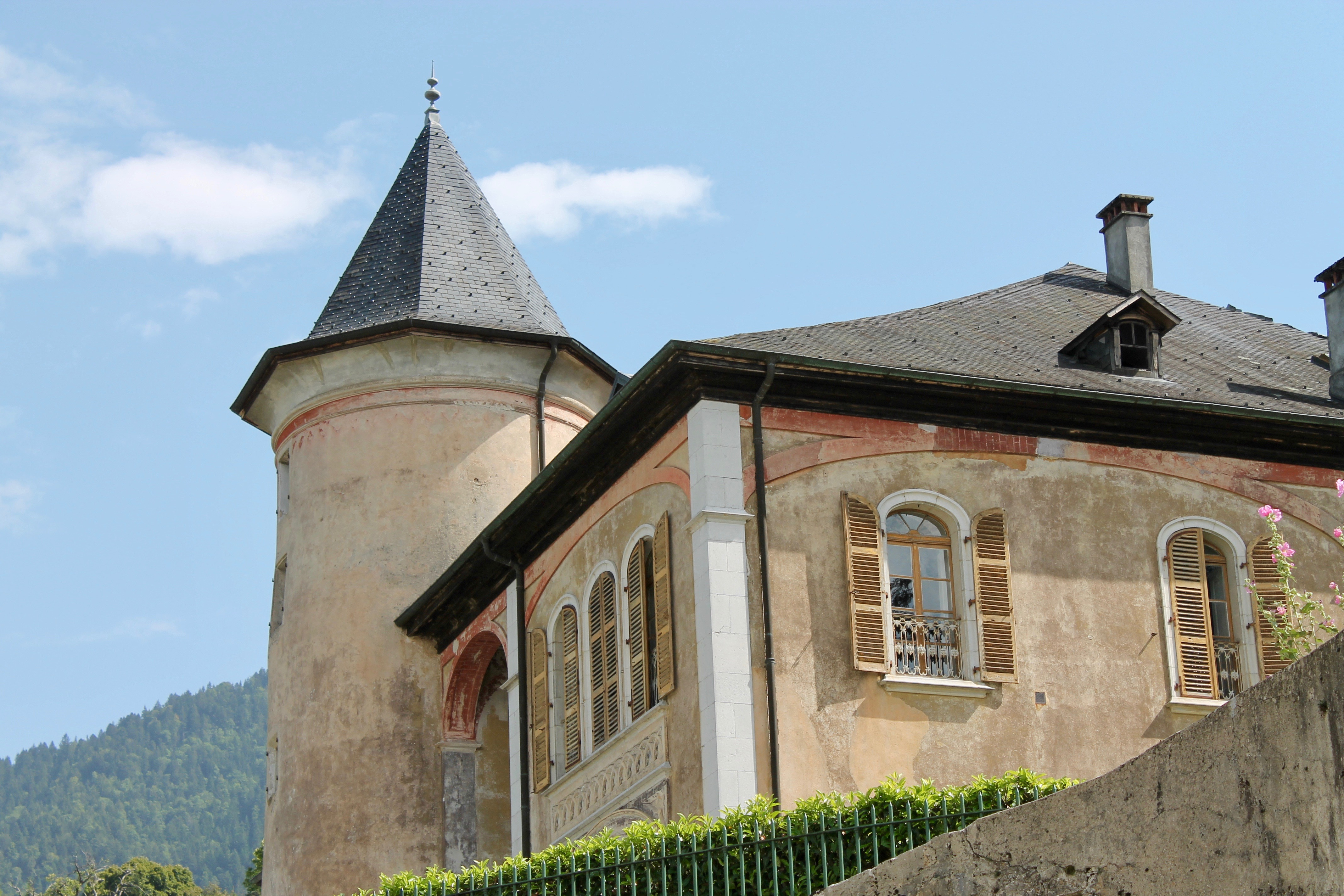
Schloss Gye
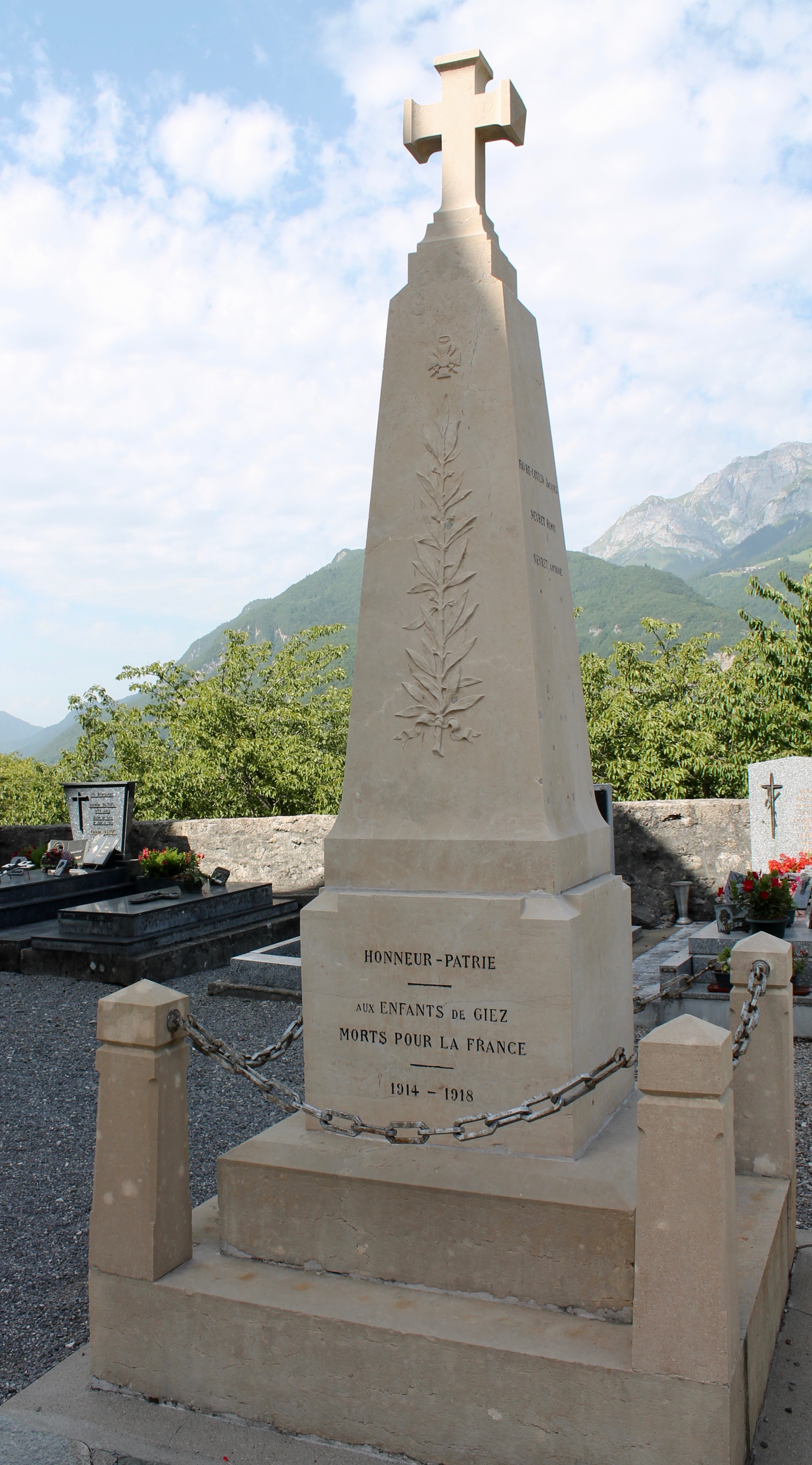
Gefallenendenkmal

## Wirtschaft und Infrastruktur
Giez war bis weit ins 20. Jahrhundert hinein ein vorwiegend durch die Landwirtschaft geprägtes Dorf. Heute gibt es verschiedene Betriebe des lokalen Kleingewerbes, darunter auch eine Sägerei. Viele Erwerbstätige sind Wegpendler, die in den größeren Ortschaften der Umgebung ihrer Arbeit nachgehen. Giez ist Standort eines Golfplatzes.
Die Ortschaft liegt abseits der größeren Durchgangsstraßen, ist aber von der Route nationale 508, die von Annecy nach Albertville führt, leicht erreichbar. Giez besaß einen Bahnhof an der Eisenbahnlinie von Albertville nach Doussard, die heute stillgelegt ist.